# TTG Hoengen
Die „Tischtennis-Gemeinschaft Rot-Schwarz Hoengen e. V.“, kurz – TTG RS Hoengen –, ist ein ehemaliger Tischtennisbundesligist aus Alsdorf in der Städteregion Aachen, Nordrhein-Westfalen. Der Vereinsname wird auch mit – TTG Hoengen – geführt.

## Geschichte
Der Tischtennisverein wurde am 9. Mai 1983 gegründet. Der Verein ist Mitglied des Westdeutschen Tischtennisverbandes (WTTV) und des deutschen Tischtennis-Bundes (DTTB). Unter dem Namen – TTG Backparadies Bongards Hoengen – (eine Firma aus Alsdorf-Hoengen) gelang 1999 der Aufstieg in die erste Tischtennis-Bundesliga. Der Verein spielte bis 2002 in dieser obersten Liga.
In der Ewigen 1. Bundesligatabelle belegt die TTG Rot-Schwarz Hoengen den Platz 36 (Stand 2007).
Von 54 absolvierten Meisterschaftsspielen wurden 14 gewonnen, 33 verloren und 7 Unentschieden runden das Ergebnis ab. Die Spieldifferenz wurde mit 194:268 festgehalten und die Punkte sind mit 35:73 gezählt worden.
Mit dem TTC Jülich bildete die TTG von 2002 bis 2007 eine Spielgemeinschaft in der 1. Bundesliga. Die Spielgemeinschaft führte in dieser Zeit offiziell den Namen TTC SIG Combibloc Jülich/Hoengen. Mit dem Ende der Saison 2006/07 wurde die Spielgemeinschaft aufgelöst.
Der Verein startete mit der Spielsaison 1983/1984 in der 3. Kreisklasse und stieg als Meister der 2. Bundesliga der Saison 1998/1999 in die 1. Bundesliga auf. Die 11 Aufstiege von der 3. Kreisklasse bis in die 1. Bundesliga (insgesamt 12 Spielklassen) erfolgten in nur 16 Jahren.

## Der Weg in die 1. Bundesliga
In der folgenden Tabelle ist die sportliche Entwicklung wiedergegeben.
| Nr. | Spielsaison   | Spielklasse    | Aufstiegsmannschaft                                                                                      | Bemerkung                                           |
| --- | ------------- | -------------- | --- | --------------------------------------------------- |
| 1.  | 1983–1984     | 3. Kreisklasse | Rolf Ervens, Jürgen Ophoven, Willi Emundts, Rolf Schneider, Edi Hilgers, Willy Fuchs                     | Gründungsjahr                                       |
| 2.  | 1984–1985     | 2. Kreisklasse | |                                                     |
| 3.  | 1985–1986     | 2. Kreisklasse | Rolf Ervens, Marc Wolter, Jürgen Ophoven, Angelo Faccioli, Willi Emundts, Frank Wolter                   |                                                     |
| 4.  | 1986–1987     | 1. Kreisklasse | Rolf Ervens, Marc Wolter, Jürgen Ophoven, Angelo Faccioli, Willi Emundts, Frank Wolter                   |                                                     |
| 5.  | 1987–1988     | Kreisliga      | |                                                     |
| 6.  | 1988–1989     | Kreisliga      | Guido Dickmeis, Jürgen Ophoven, Ralf Krawanja, Martin Zitzen, Axel Steffens, Frank Wolter                |                                                     |
| 7.  | 1989–1990     | Bezirksklasse  | Guido Dickmeis, Jürgen Ophoven, Ralf Krawanja, Martin Zitzen, Axel Steffens, Thomas Gerwien              |                                                     |
| 8.  | 1990–1991     | Bezirksliga    | Uwe Kochs, Guido Dickmeis, Jürgen Ophoven, Ralf Krawanja, Martin Zitzen, Axel Steffens, Thomas Gerwien   |                                                     |
| 9.  | 1991–1992     | Landesliga     | Detlef Jansen, Uwe Kochs, Guido Dickmeis, Wolfgang Neubauer, Thomas Hansen, Thomas Gerwien               |                                                     |
| 10. | 1992–1993     | Verbandsliga   | Detlef Jansen, Jochen Geeraedts, Uwe Kochs, Wolfgang Neubauer, Guido Dickmeis, Thomas Hansen             |                                                     |
| 11. | 1993–1994     | Oberliga       | |                                                     |
| 12. | 1994–1995     | Oberliga       | Detlef Jansen, Jochen Geeraedts, Christof Maiworm, Tao Xiong, Stefan Maiworm, Wolfgang Neubauer          |                                                     |
| 13. | 1995–1996     | Regionalliga   | Jian Wei Sun, Mihon Ip, Christof Maiworm, Detlef Jansen, Domenique Halcour, Stefan Maiworm               |                                                     |
| 14. | 1996–1997     | 2. Bundesliga  | |                                                     |
| 15. | 1997–1998     | 2. Bundesliga  | |                                                     |
| 16. | 1998–1999     | 2. Bundesliga  | Jian-Wei Sun, Piotr Szafranek, Sascha Köstner, Peter Auwärter, Mihon Ip, Tomasz Redzimski, Detlef Jansen | TT-Inter-Cup Sieger                                 |
| 17. | 1999–2000     | 1. Bundesliga  | | ETTU-Europa-Pokal Gewinner                          |
| 18. | 2000–2001     | 1. Bundesliga  | |                                                     |
| 19. | 2001–2002     | 1. Bundesliga  | | letzte TTG Bundesligasaison                         |
| 20. | 2002 bis 2007 | 1. Bundesliga  | | Spielgemeinschaft mit dem TTC Jülich; 5 Spielzeiten |

## Internationale Erfolge
Der ETTU-Europapokal (Nancy-Evans-Cup), der dem UEFA-Cup im Fußball vergleichbar ist, konnte gleich in der ersten 1. Bundesligasaison im Jahre 2000 (Saison 1999/2000) gewonnen werden.
Trainer war Tibor Rozsnyoi, der die Mannschaften auch in den Spielzeiten 1998/1999 und 1999/2000 betreute.
Der TT-Inter-Cup wurde in der Saison 1998/1999 gewonnen.
Zweiter wurde die Mannschaft Entente Pongiste Isseenne (Frankreich).
An dem Wettbewerb in der genannten Saison nahmen 55 Mannschaften aus 12 Nationen teil. Die Endrunde wurde in Hoengen ausgetragen.
In der Vorsaison, also 1997/98, wurde die TTG in diesem Wettbewerb Zweiter. Das Finale gewann der TTV Hornstein (Österreich). Die Endrunde wurde in Bordeaux (Frankreich) ausgetragen. Es nahmen 62 Teams aus 10 Nationen teil.
Der TT-Inter-Cup ist ein offiziell von der Europäischen Tischtennis-Union (ETTU) anerkannter Wettbewerb. An dem Wettbewerb können europäische Mannschaften aus allen Spielklassen teilnehmen.

## Bundesliga-Mannschaftsaufstellungen
| Spielsaison | Spielklasse   | 1            | 2               | 3                  | 4               | 5               | 6                                 |
| ----------- | ------------- | ------------ | --------------- | ------------------ | --------------- | --------------- | --------------------------------- |
| 1996/1997   | 2. Bundesliga | Jian Wei Sun | Thomas Keinath  | Jörg Evertz        | Stefan Lieck    | Mihon Ip        | Domenik Halcour 7. Detlef Jansen  |
| 1997/1998   | 2. Bundesliga | Jian Wei Sun | Piotr Szafranek | Sascha Köstner     | Peter Auwärter  | Mihon Ip        | Detlef Jansen                     |
| 1998/1999   | 2. Bundesliga | Jian Wei Sun | Piotr Szafranek | Sascha Köstner     | Peter Auwärter  | Mihon Ip        | Tomasz Redzimski 7. Detlef Jansen |
| 1999/2000   | 1. Bundesliga | Chen Weixing | Dmitri Masunow  | Kong Wah Chan      | Piotr Szafranek | Jian Wei Sun    | Detlef Jansen                     |
| 2000/2001   | 1. Bundesliga | Chen Weixing | Maxim Chmyrev   | Tomasz Krzeszewski | Andrei Filimon  | Piotr Szafranek | Detlef Jansen                     |
| 2001/2002   | 1. Bundesliga | Chen Hongyu  | Maxim Chmyrev   | Tomasz Krzeszewski | Thomas Keinath  | Piotr Szafranek | Detlef Jansen                     |

## Vereinsmeister und Vereinsmeisterinnen
Im Folgenden sind die Vereinsmeister(innen) der TTG sowohl im Einzel als auch im Doppel aufgeführt.
Wegen des großen Spielstärkeunterschieds innerhalb des Vereins wird in den beiden Disziplinen traditionsgemäß nach bestimmten Modalitäten gespielt.
Bei den Spielen um die Einzelmeisterschaft erhält ein klassenniedriger Spieler eine Punktvorgabe pro Satz.
 Bei dem Kampf um die Doppelmeisterschaft werden zwei gleich große Gruppen gebildet. Die beiden Gruppen sind aufgeteilt nach ihrer Spielstärke. Bei der Auslosung wird dann jeweils ein Besserer einem Schwächeren zugelost.
Die Damen spielen keine eigene Doppelmeisterschaft aus.
| Nr. | Jahr | Einzel            | Doppel                               | Damen             |
| --- | ---- | ----------------- | ------------------------------------ | ----------------- |
| 1.  | 1984 | Rolf Ervens       | --------                             | --------          |
| 2.  | 1985 | Jürgen Ophoven    | --------                             | --------          |
| 3.  | 1986 | Rolf Ervens       | --------                             | --------          |
| 4.  | 1987 | Marc Wolter       | --------                             | --------          |
| 5.  | 1988 | Jürgen Ophoven    | --------                             | --------          |
| 6.  | 1989 | Jürgen Ophoven    | --------                             | --------          |
| 7.  | 1990 | ?                 | --------                             | --------          |
| 8.  | 1991 | ?                 | --------                             | --------          |
| 9.  | 1992 | Uwe Kochs         | Jörg Steffens / Guido Dickmeis       | --------          |
| 10. | 1993 | Jochen Geeraedts  | --------                             | --------          |
| 11. | 1994 | Tao Xiong         | Peter Tetz / Tao Xiong               | --------          |
| 12. | 1995 | Jian Wei Sun      | --------                             | --------          |
| 13. | 1996 | Mihon Ip          | --------                             | --------          |
| 14. | 1997 | Tobias Wachelder  | --------                             | --------          |
| 15. | 1998 | Michael Rux       | --------                             | --------          |
| 16. | 1999 | Tomasz Redzimski  | Tobias Wachelder / Dirk Joußen       | --------          |
| 17. | 2000 | Zaho Quan Yong    | ?                                    | --------          |
| 18. | 2001 | Marco Marso       | Hans Geilen / Marco Marso            | --------          |
| 19. | 2002 | Marcel Schaffrath | Hans Geilen / Thomas Lürken          | --------          |
| 20. | 2003 | Marcel Schaffrath | Walter Gilleßen / Marcel Schaffrath  | Edith Rudig       |
| 21. | 2004 | Jörg Müller       | Hans Geilen / Marcel Schaffrath      | Melanie Gorges    |
| 22. | 2005 | Marcel Schaffrath | Georg Brettschneider / Pascal Meeßen | Claudia Witanski  |
| 23. | 2006 | Michael Bock      | Jürgen Kellenter / Michael Heuter    | --------          |
| 24. | 2007 | Andre Lischke     | Frank Gillessen / Marcel Schaffrath  | Melanie Gorges    |
| 25. | 2008 | Pascal Meeßen     | Peter Koch / Olaf Voigt              | Melanie Gorges    |
| 26. | 2009 | Marcel Schaffrath | Peter Koch / Marcel Schaffrath       | Melanie Gorges    |
| 27. | 2010 | Marcel Schaffrath | Frank Gillessen / Marcel Schaffrath  | --------          |
| 28. | 2011 | Kevin Kusturin    | Kevin Klaus / Peter Koch             | --------          |
| 29. | 2012 | Kevin Kusturin    | Ralf Schlömer / Marcel Schaffrath    | Susan Lehmann     |
| 30. | 2013 | Kevin Klaus       | Kalle Bayer / Patrick Gilles         | Sabina Engelhardt |
| 31. | 2014 | Simon Hintzen     | Stefan Cyll / Kevin Klaus            | Susan Lehmann     |
| 32. | 2015 | Kevin Klaus       | Hans Geilen / Kevin Klaus            | Sonja Krämer      |
| 33. | 2016 | Patrick Koll      | Gregor Arentowicz / Patrick Koll     | Sonja Krämer      |
| 34. | 2017 | Patrick Koll      | Edmund Schankula / Niklas Richardt   | Larissa Klotz     |
| 35. | 2018 | Max Nowak         | Edmund Schankula / Patrick Koll      | ----------        |
| 36. | 2019 | Simon Hintzen     | Edmund Schankula / Niklas Richardt   | ----------        |

## Ehrentafel
Auszüge aus der Ehrungsordnung vom 9. November 1992
Die Verleihung der Ehrennadel in Bronze  setzt eine mindestens 10-jährige Mitgliedschaft ab vollendetem 16. Lebensjahr voraus.
Wegen der Vielzahl der vorgenommenen Ehrungen mit der Bronzenadel, werden die damit Geehrten hier nicht aufgeführt.

Die Ehrennadel in Silber  wird verliehen bei Besitz der Ehrennadel in Bronze und einer mindestens 25-jährigen Mitgliedschaft.

Die Verleihung der Ehrennadel in Gold  erfolgt nach der Verleihung der Ehrennadel in Silber und erfordert eine mindestens 40-jährige Mitgliedschaft.

Eine Besonderheit ist, dass die Verleihung von Ehrennadeln bei aktiver Tätigkeit innerhalb des Vereins vorzeitig erfolgen kann. Die Tätigkeiten werden nach festgelegten Kriterien bewertet und auf die Vereinszugehörigkeit angerechnet. Damit sollen auch Verdienste um den Verein in der Vergangenheit gewürdigt werden.

Der Ehrenbrief  kann in Würdigung besonderer Verdienste um die Förderung des Sports an Männern und Frauen verliehen werden, die sich diese Verdienste außerhalb des Vereins erwarben.

Personen, die sich in außergewöhnlichen Maße um den Verein verdient gemacht haben, können von der Mitgliederversammlung zu Ehrenmitgliedern  ernannt werden.

Vorsitzende, die sich in langjähriger Tätigkeit besondere Verdienste um den Verein erworben haben, können von der Mitgliederversammlung zu Ehrenvorsitzenden  ernannt werden.
| Nr. | Name                   | Silberne Ehrennadel | Goldene Ehrennadel | Ehren- brief | Ehren- mitglied | Ehren- vorsitzender | Bemerkung |
| --- | ---------------------- | ------------------- | ------------------ | ------------ | --------------- | ------------------- | --- |
| 1.  | Edi Hilgers            | 1999                | 2007               |              | 2008            |                     | Gründungsmitglied; 1. Kassierer; Kassierer Jugendabt.; Leiter Organisationsausschuss 10-jähriges und 20-jähriges; 2010 WTTV-Verdienstnadel für mehr als 15 Jahre Hauptkassierertätigkeit; 2012 WTTV-Ehrennadel in Silber für mehr als 20 Jahre Hauptkassierertätigkeit |
| 2.  | Rolf Ervens            | 2000                | 2013               |              | 2008            |                     | Gründungsmitglied; 1. Vorsitzender; Sport-, Jugendwart; 2011 WTTV-Ehrennadel in Gold für 50 Jahre aktive Spielertätigkeit |
| 3.  | Jürgen Ophoven         | 2000                | 2014               |              |                 |                     | Gründungsmitglied; 1. Kassierer; 2. Kassierer |
| 4.  | Josef Steffens         | 2001                | 2015               |              |                 | 2008                | 1. Vorsitzender; 2. Vorsitzender; 1. Geschäftsführer |
| 5.  | Walter Gilleßen        | 2004                | 2013               |              |                 | 2018                | 1. Vorsitzender; 2. Vorsitzender; Gründer der Jugendabt.; Kassierer Jugendabt.; Leiter Organisationsausschuss 25-jähriges; ehrenamtl. Jugendtrainer; Pressewart |
| 6.  | Martin Zitzen          | 2004                |                    |              |                 |                     | 2. Vorsitzender; 2. Geschäftsführer; Sportwart |
| 7.  | Peter Wachelder        | 2004                |                    |              |                 |                     | Sponsor der Jugendabt. |
| 8.  | Willy Fuchs            | 2005                |                    |              |                 |                     | Gründungsmitglied; 1. Vorsitzender; 2. Vorsitzender |
| 9.  | Rolf Mertens           | 2005                |                    |              |                 |                     | Gründungsmitglied; 2. Vorsitzender; Sportwart |
| 10. | Franz-Josef Hamacher † | 2005                |                    |              |                 |                     | 1. Geschäftsführer; 1. Kassierer |
| 11. | Detlef Ophoven         | 2005                |                    |              |                 |                     | Gründungsmitglied; 2. Geschäftsführer; 2. Kassierer; Pressewart |
| 12. | Joachim Schmitz        | 2006                |                    |              |                 |                     | Gründungsmitglied, 2. Vorsitzender |
| 13. | Willi Emundts          | 2006                |                    |              |                 |                     | Gründungsmitglied; Vorstandsmitglied; Sport- und Jugendwart |
| 14. | Peter Tetz             | 2006                |                    |              |                 |                     | 1. Jugendabteilungsleiter; 2. Geschäftsführer |
| 15. | Bernd Emundts          | 2007                |                    |              |                 |                     | Gründungsmitglied; 2. Kassierer |
| 16. | Hans-Martin Kaußen     | 2007                |                    |              |                 |                     | Gründungsmitglied; Hauptkassierer |
| 17. | Michael Rux            | 2007                |                    |              |                 |                     | Jugend-, Sportwart; 1. Geschäftsführer, Webmaster |
| 18. | Joachim Schmitz        | 2007                |                    |              |                 |                     | Gründungsmitglied; 2. Vorsitzender |
| 19. | Frank Wolter           | 2007                |                    |              |                 |                     | Gründungsmitglied; Sport-, Jugendwart |
| 20. | Dirk Joußen            | 2008                |                    |              |                 |                     | 1. Vorsitzender |
| 21. | Paul-Heinz Joußen      | 2008                |                    |              |                 |                     | |
| 22. | Elke Ophoven           | 2008                |                    |              |                 |                     | |
| 23. | Ludwig Plum            | 2008                |                    |              |                 |                     | |
| 24. | Heinz-Martin Poensgen  | 2008                |                    |              |                 |                     | |
| 25. | Herbert Reiß           | 2008                |                    |              |                 |                     | Gründungsmitglied; 2017 WTTV Spielernadel in Bronze (30a) |
| 26. | Arnold Wegner          | 2008                |                    |              |                 |                     | 2017 WTTV Spielernadel in Bronze (30a) |
| 27. | Conrad Müller †        | 2008                |                    |              |                 |                     | |
| 28. | Hubert Brehm †         |                     |                    | 2008         |                 |                     | In Würdigung besonderer Verdienste |
| 29. | Johannes Emundts       |                     |                    | 2008         |                 |                     | In Würdigung besonderer Verdienste |
| 30. | Hans-Jürgen Adams      | 2009                |                    |              |                 |                     | Sportwart; 2017 WTTV Spielernadel in Bronze (30a) |
| 31. | Lutz Albert            | 2009                | 2017               |              | 2016            |                     | 2. Vorsitzender; 1. Geschäftsführer; Webmaster |
| 32. | Hans Geilen            | 2009                |                    |              |                 |                     | Leiter Breiten- u. Freizeitsport |
| 33. | Angelika Ervens        | 2009                |                    |              |                 |                     | |
| 34. | Thomas Gilleßen        | 2010                |                    |              |                 |                     | Jugendwart; Sportwart; 2017 WTTV Spielernadel in Bronze (30a) |
| 35. | Alois Greil            | 2010                |                    |              | 2016            |                     | Leiter Breiten- und Freizeitsport; Zeugwart |
| 36. | Frank Peters           | 2010                |                    |              |                 |                     | Hauptkassierer |
| 37. | Jörg Steffens          | 2011                |                    |              |                 |                     | |
| 38. | Volker Cabel           | 2012                |                    |              |                 |                     | |
| 39. | Karl-Heinz Bayer       | 2012                |                    |              |                 |                     | |
| 40. | Ralf Wachelder         | 2012                |                    |              |                 |                     | |
| 41. | Ute Gillessen          | 2013                |                    |              |                 |                     | |
| 42. | Rolf Gillessen         | 2013                |                    |              |                 |                     | |
| 43. | Auguste Mertens        | 2013                |                    |              |                 |                     | |
| 44. | Renate Steffens †      | 2013                |                    |              |                 |                     | Betreuung der Bundesligamannschaft |
| 45. | Axel Steffens          | 2013                |                    |              |                 |                     | |
| 46. | Ingrid Gilleßen        | 2014                |                    |              |                 |                     | |
| 47. | Friedhelm Krämer       | 2014                |                    |              |                 |                     | Festausschussleiter 25-Jähriges (2008) |
| 48. | Thomas Gerwien         | 2014                |                    |              |                 |                     | |
| 49. | Günter Durst           | 2018                |                    |              |                 |                     | |
| 50. | Martin Zitzen          |                     | 2019               |              |                 |                     | 2. Geschäftsführer, Sportwart, 2. Vorsitzender |
| 51. | Edmund Schankula       | 2019                |                    |              |                 |                     | Schüler- und Jugendwart, ehrenamtlicher Jugend-Trainer |
| 52. | Lothar Moog            | 2019                |                    |              |                 |                     | |
| 53. | Daniel Matschke        | 2019                |                    |              |                 |                     | Jugendvertreter |